# Vera Dyatel
Vera Dyatel (Chernigov, 3 de marzo de 1984) es una futbolista ucraniana. Juega como centrocampista en el Zorky Krasnogorsk, de la Primera División rusa.

## Trayectoria
Dyatel comenzó su carrera en 1999 en la 1.ª División ucraniana. Con el Legenda Chernigov, su primer equipo, ganó tres ligas y debutó en la Liga de Campeones.
En 2003 pasó al Zhytlobud Járkov, con el que ganó otras 3 ligas, hasta que en 2008 dio el salto a la liga rusa, en las filas del Zvezda Perm. En su última temporada en el Zhytlobud fue la máxima goleadora de la Liga de Campeones con 9 goles, junto a Panico y Vidarsdóttir.
Con el Zvezda, con el que ganó 2 ligas, jugó la final de la Liga de Campeones 2008-09. Marcó 3 goles entre los cuartos de final y las semifinales.
Tras 5 temporadas en el Zvezda, en 2012 pasó al emergente Zorky Krasnogorsk.
- Legenda Chernigov (1999-02)
- Zhytlobud Járkov (2003-07)
- Zvezda Perm (2008-12)
- Zorky Krasnogorsk (2012- )

## Selección nacional
Dyatel ha jugado con la absoluta ucraniana desde 2002.
Con Ucrania ha disputado la Eurocopa 2013, donde asistió a Apanaschenko en el primer gol de Ucrania en un torneo final.
En la clasificación para la Eurocopa 2013 marcó 4 goles; en las de la Eurocopa 2009 y el Mundial 2011, 2 goles; y en la de la Eurocopa 2005, 1 gol.